# Пам'ятник Максиму Горькому (Нижній Новгород)
Пам'ятник Максиму Горькому в Нижньому Новгороді, який знаходиться у сквері на площі Горького, було відкрито 2 листопада 1952 року. Семиметрова бронзова фігура Горького створена скульптором Вірою Мухіною, архітектурне рішення належить Віктору Лебедєву та Павлу Штеллеру. Скульптура відлита на Ленінградському заводі «Монументскульптура».

## Історія
У 1939 році був оголошений Всесоюзний конкурс на проєкт пам'ятника М. Горькому, переможцем якого став проєкт Віри Мухіної. Реалізації проєкту у 1941 році завадила Німецько-радянська війна. Після війни площа Горького зазнала реконструкції, на ній був організований сквер. І лише 2 листопада 1952 року було відкрито пам'ятник.
Фігура Горького, високо піднята над площею, встановлена на чотиригранному постаменті, що наче «виростає» з гранітної скелі. Віра Мухіна створила образ молодого Горького в період його життя в рідному Нижньому Новгороді, саме в цей період він пише знамениту «Пісню про Буревісника».
Він стоїть, випроставшись, поклав руки на спину, підставив обличчя й груди зустрічному вітру, який ворушить накинутий на плечі плащ. Великі складки плаща створюють гарний силует пам'ятника, збагачують підкреслену сувору вертикаль фігури. Дуже виразна спина та руки, перехопившись одна за одну. Цей жест видає велику внутрішню схвильованість, стриману вольовим зусиллям.
Пам'ятник входить до об'єктів культурної спадщини федерального та регіонального значення, розташованих у Нижньому Новгороді.

## Інші пам'ятники
Крім пам'ятника на площі Горького, у Нижньому Новгороді встановлено ще 4 пам'ятники Максиму Горькому:
1. Пам'ятник Альоші Пєшкову на подвір'ї музею дитинства М. Горького «Будиночок Каширіна» (1955—1957, скульптор А. Кікін)
2. Пам'ятник Максиму Горькому на набережній Федоровського
3. Пам'ятник Максиму Горькому у парку «Дубки»
4. Пам'ятник Максиму Горькому у парку 1 Травня